# Syntemna nitidula
Syntemna nitidula är en tvåvingeart som beskrevs av Edwards 1925. Syntemna nitidula ingår i släktet Syntemna och familjen svampmyggor. Arten är reproducerande i Sverige. Inga underarter finns listade i Catalogue of Life.